# Derrington-Francis ATS100
Der Derrington-Francis ATS100 war ein britischer Formel-1-Rennwagen aus dem Jahre 1964.

## Entwicklungsgeschichte und Technik
Der britische Rennmechaniker Alf Francis, der in den 1950er-Jahren für Maserati gearbeitet hatte und dort für die Maserati 250F von Stirling Moss verantwortlich war, und Vic Derrington versuchten 1964 in die Formel 1 einzusteigen. Derrington, der in Großbritannien einer der Automobil-Zubehör-Pioniere war, erwarb einen A.T.S.-Formel-1-Rennwagen, den A.T.S. 100 mit der Chassisnummer 2. Die beiden Enthusiasten modifizierten das Fahrzeug und gaben ihm ihre Namen.
Francis konstruierte einen neuen Gitterrohrrahmen mit einem um 15 cm kürzeren Radstand als dem des Originalautos von Carlo Chiti und gab dem Wagen eine entsprechende Karosserie. Zusätzlich wurden die Vergaser aus dem 1,5-l-A.T.S.-V8 durch ein Kraftstoffeinspritzungssystem ersetzt das 10 zusätzliche PS mobilisieren sollte.

## Renngeschichte
Der portugiesische Rennfahrer Mário de Araújo Cabral mietete den Rennwagen 1964, um damit am Großen Preis von Italien in Monza teilzunehmen. Er qualifizierte sich für den vorletzten Startplatz und gab das Rennen vorzeitig nach beständigen Problemen mit der Zündung auf.
Cabral wollte weitere Rennen mit dem ATS100 bestreiten, aber der US-amerikanische Fahrer Dan Gurney zerstörte das einzige Chassis bei einer Testfahrt. Der Wagen wurde nie wieder bei einem Rennen eingesetzt.